# Épipactis de Plaisance
Epipactis placentina
Espèce
Synonymes
Epipactis muelleri subsp. cerritae (Grasso, 1994)
Statut de conservation UICN

 EN  : En danger
Statut CITES
L’Épipactis de Plaisance (Epipactis placentina) est une espèce d'orchidées terrestres européennes, appartenant au genre Epipactis Zinn, 1757 et au groupe Epipactis leptochila.

## Synonyme
Epipactis muelleri subsp. cerritae (Grasso, 1994)

## Étymologie
Du latin placentinus (de Placentia), aujourd'hui Plaisance (Italie), où l'espèce a été découverte.

## Description

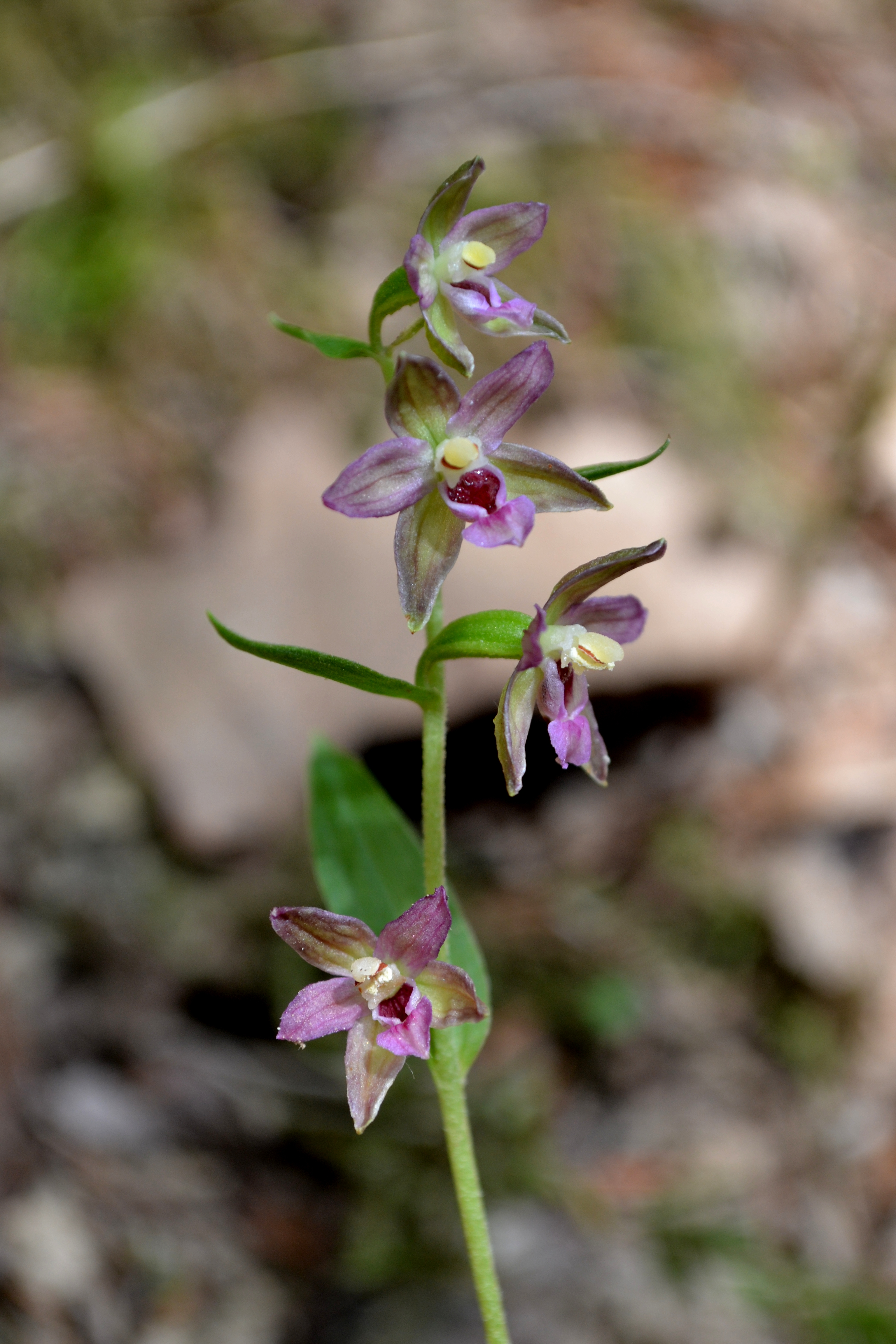
Détail, même lieu

Feuilles : peu nombreuses (3 à 5) et aux bords sinueux, assez petites et réparties sous l'inflorescence.
Fleurs : rosâtres à rougeâtres, pendantes et assez petites, à périanthe verdâtre au bord rougeâtre, au labelle rose-vert.
Bractées : dépassant largement les fleurs vers la base de l'inflorescence.

## Floraison
De fin juin à juillet.

## Biotope
De 650 à 1.100 m, à mi-ombre des hêtraies, frênaies et pineraies, en milieu sec à frais.

## Répartition
- France : Isère, Savoie (?).
- Reste de l'Europe : Italie (dont Sicile) et Slovaquie.

## Protection
Aucune en France, mais souhaitable en raison de sa rareté sur ce territoire.
Statut de conservation UICN : En danger (EN).